# Andrea Costa (futebolista)
Andrea Costa (Reggio Emilia, 1 de fevereiro de 1986), é um futebolista italiano que atua como zagueiro. Atualmente joga pelo Benevento.

## Carreira
Andrea Costa começou a carreira no Bologna.